# Velosa
Velosa is een plaats (freguesia) in de Portugese gemeente Celorico da Beira en telt 146 inwoners (2001).